# Pinotage

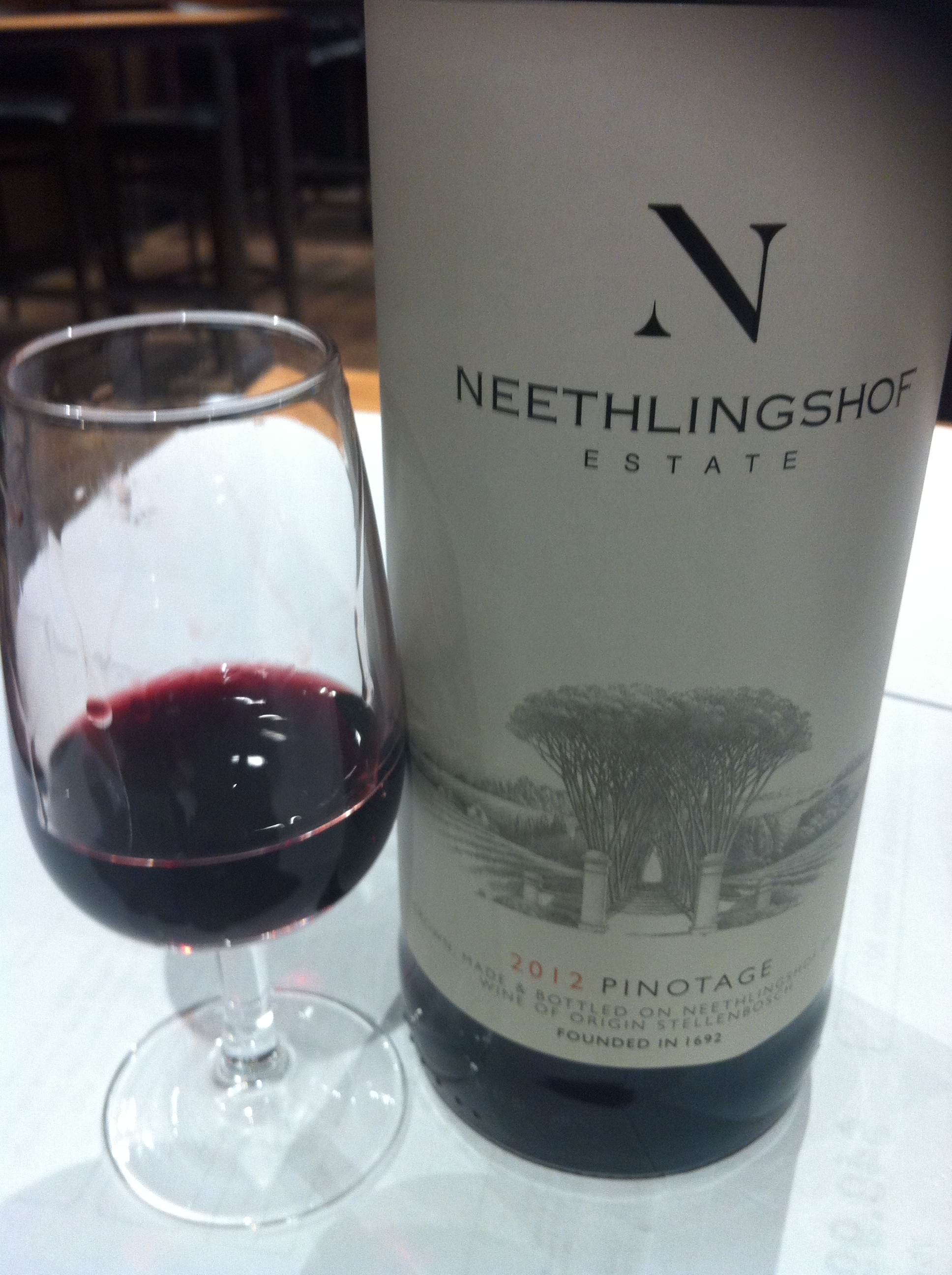
Pinotage

Pinotage ist eine Rotweinsorte, die durch Kreuzung von Pinot Noir (Spätburgunder) und Cinsault entstanden ist. Sie wird hauptsächlich in Südafrika angebaut.
Die Neuzüchtung wurde von Abraham Isak Perold im Jahre 1925 an der Universität Stellenbosch durchgeführt. Der Name entstand aus der ursprünglichen Bezeichnung von Perold: „Perold’s Hermitage x Pinot“, der ab 1959 unter der Kurzform „Pinotage“ vermarktet wurde. Die Rebsorte Cinsault wurde und wird noch heute in Südafrika gelegentlich Hermitage genannt, daher die Namensgebung.
Pinotage ist früh reifend und sehr zuckerhaltig. Er gedeiht am besten in heißen und trockenen Weinbergslagen. Üblicherweise wird Pinotage sortenrein gekeltert, doch auch Cuvées mit dem spät reifenden Cabernet Sauvignon sind für ihre samtige Struktur und das Aroma von roten Beeren bekannt.
Die Pinotagerebe gedeiht fast ausschließlich in Südafrika. Die Anbaufläche betrug dort im Jahr 2016 7.132 ha. Kleine Bestände findet man in Neuseeland, Kanada, Brasilien, Israel und in Kalifornien. Anbauversuche in Argentinien (→ Weinbau in Argentinien) und Australien (→ Weinbau in Australien) scheiterten. Im Jahr 2008 lag die bestockte Rebfläche in Neuseeland bei leicht fallender Tendenz bei 74 Hektar. Im Jahr 2007 lag die Rebfläche noch bei 88 Hektar.